# 매경ECONOMY
매경이코노미(1979년 창간)는 매일경제신문에서 발행중인 대한민국 경제 전문 주간지이다. 창간 초기에는 주간매경으로 출발하였으며 1983년부터 책자 형태로 간행하였고, 1999년부터 현재의 제호로 변경하였다. 주독자층은 직장인이며 재테크, 경제뉴스, 경제해설을 알려주고 재테크 전문지를 표방하는 잡지이다. 자매지로 매일경제가 있다.
대한민국에서 가장 오래된 경제 전문 주간지이다.

## 가격
1부 당 4,500원, 1년 정기 구독은 180,000원이다.